# 国鉄シキ550形貨車
国鉄シキ550形貨車（こくてつシキ550がたかしゃ）は、1961年（昭和36年）から1966年（昭和41年）にかけて日本国有鉄道（国鉄）浜松工場でシキ550 - シキ561の合計12両が製作された50 トン積み低床式大物車である。

## 概要
老朽化していたシキ60形を置き換えるために製造された。溶接構造の荷受梁を備えている。全長は16,680 mm、低床部の長さは6,000 mm、低床部のレール面上高さは700 mmである。車体幅とレール面上高さの両立を図るために、荷台の上部が外側に張り出していたり、台車上から荷台部分にかけてなだらかに外側に膨らんでいたり、応力集中を避けるために梁と床板の接合部を円弧にしたりなど、複雑な設計を行っている。台車は、本来はタンク車用に開発されたベッテンドルフ式の三軸ボギー台車TR78形を装備しており、合計2台車6軸の構成である。空気ブレーキはKD254形を備えていた。最高速度は空車時・積車時ともに 65 km/hとなっており、黄帯が巻かれている。

## 運用
本形式は使い勝手の高い車両で荷主からの需要は高く、12両すべてが日本貨物鉄道（JR貨物）へ承継された。2009年4月時点では3両が在籍。

## 保存車
シキ555が保津川ライブスチームクラブで保存されている。

## ギャラリー

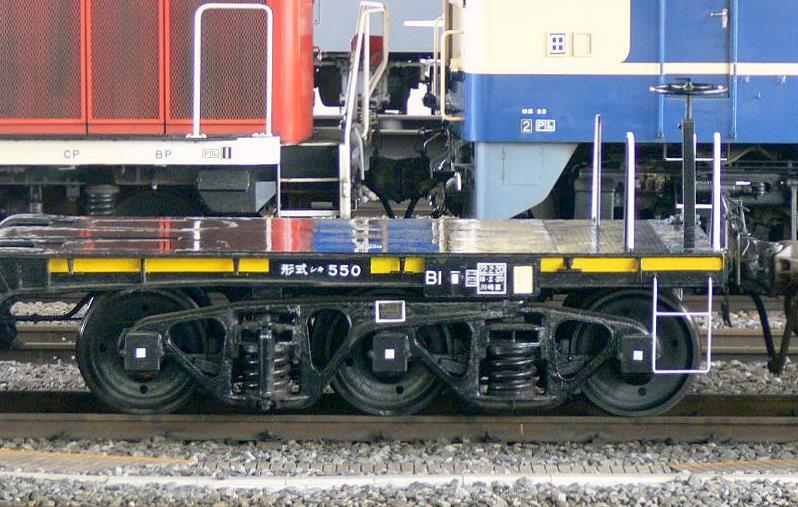
シキ559のTR78形三軸台車。 （2006年5月30日）
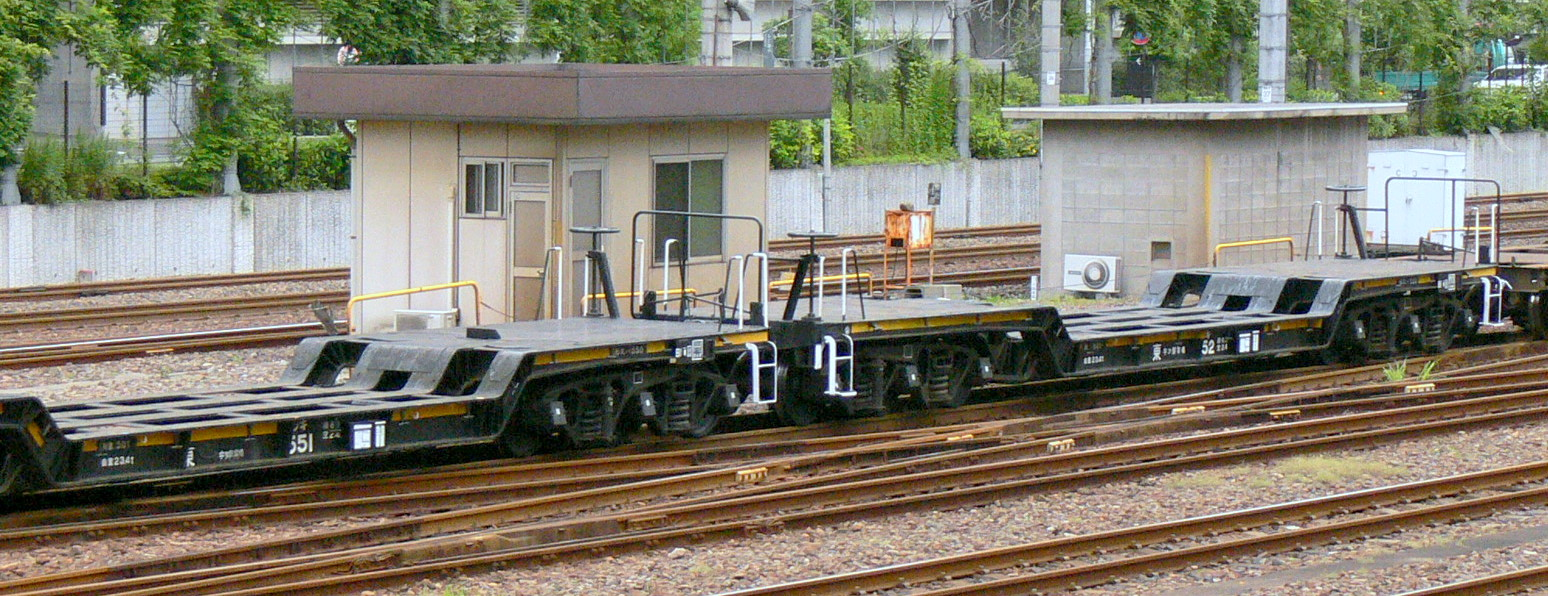
シキ551と552の重連。 （2006年6月10日）